# Stanislav Petoechov
Stanislav Afanasjevitsj Petoechov (Russisch: Станислав Афанасьевич Петухов) (Moskou, 19 augustus 1937) is een Sovjet-Russisch ijshockeyer. 
Petoechov won tijdens de Olympische Winterspelen 1960 de bronzen medaille.
Petoechov werd in 1963  wereldkampioen. Tijdens de Olympische Winterspelen 1964 werd Petoechov olympisch kampioen alsmede wereldkampioen.
Petoechov kwam gedurende zijn gehele carrière uit voor Dinamo Moskou.